# Московская конференция (1941)
Первая Московская конференция — вторая по счёту после Атлантической и первая из четырёх московских конференций стран антигитлеровской коалиции, проходившая с 29 сентября по 1 октября 1941 года. США представлял Аверелл Гарриман, Великобританию — Уильям Эйткен, СССР — Иосиф Сталин. Также известна под названием «Миссия Бивербрука-Гарримана».

## Предшествующие события
Примерно через месяц после нападения Германии на СССР в Москву для личной встречи со Сталиным прибыл Г. Гопкинс, имевший статус Посланника Президента США и должность Директора программы Ленд-Лиза. Целью визита была оценка возможности СССР сопротивляться нападению и обсуждение условий предоставления Советскому Союзу военно-технической помощи. Аналогичный по цели визит Гопкинса в Англию состоялся в январе 1941 года. В заключение того визита Гопкинс, обращаясь к Черчиллю, процитировал Книгу Руфи: «Куда пойдёшь ты, туда пойду и я… твой народ будет моим народом, и твой Бог – моим Богом». Во время визита в Москву Гопкинс имел две  встречи со Сталиным (30 и 31 июля) с последующими пресс-конференциями. На первой пресс-конференции Гопкинс сказал, что он встречался со Сталиным, сообщил ему о восхищении Рузвельта советским сопротивлением немецкому вторжению и о решимости США оказать Советскому Союзу помощь в виде поставок. По словам Гопкинса, Сталин поблагодарил его и сказал, что оказанное его стране доверие будет оправдано. На второй пресс-конференции Гопкинс – помимо прочего – сказал: «…моё короткое пребывание здесь ещё более уверило меня в том, что Гитлер проиграет».
На своей встрече в середине августа 1941 года Черчилль и Рузвельт решили направить в Москву представителей для встречи со Сталиным, получившей впоследствии название «Первая Московская конференция». Подписанные Черчиллем и Рузвельтом письма аналогичного содержания с предложением проведения такой встречи были переданы Сталину американским и английским послами в Москве в 18:00 15 августа 1941 года, после чего Сталин немедленно продиктовал свой положительный ответ. Советское радио передало в эфир следующее сообщение: «Товарищ Сталин попросил американского и английского послов передать Президенту Рузвельту и г-ну Черчиллю соответственно искреннюю благодарность народов Советского Союза и Советского правительства за их готовность помочь СССР в его освободительной войне против гитлеровской Германии».

## Ход конференции
Представители США и Великобритании (У.А. Гарриман и У.М. Эйткен) прилетели в Москву 28 сентября из Архангельска, куда они прибыли накануне (они отплыли на крейсере «Лондон» из британского порта Скапа-Флоу, затем в устье Северной Двины они пересели на советский эсминец, на котором проследовали до Архангельска, а затем летели из Архангельска в Москву на советских самолетах). В Москве их встречали А. Вышинский и персонал американского и английского посольств. После встречи с В. Молотовым делегаты конференции в сопровождении послов своих стран встретились со Сталиным. С советской стороны на встрече также присутствовали Молотов и М. Литвинов, имевший статус делегата-переводчика.
Официально конференция открылась 29 сентября в принадлежавшем НКИД здании (особняк Зинаиды Морозовой). На получасовом закрытом заседании были назначены члены шести совместных комитетов (военного, военно-морского, авиационного, транспортного, сырьевого и комитета по поставкам медицинских материалов). К утру 3-го октября комитеты должны были подготовить доклады о соответствующих потребностях СССР. Первого октября делегаты встретились ещё раз для подписания соглашения, известного как «Первый протокол», со сроком действия до июня 1942 года.
На конференции представители СССР высказались о желаемых объёмах ежемесячной помощи государству: 400 самолётов (300 бомбардировщиков и 100 истребителей), 1100 танков разных классов, 300 зенитных пушек, 300 противотанковых орудий, 4 тыс. т алюминия, 10 тыс. т брони для танков, 4 тыс. т толуола. Представители США и Британии не согласились с размерами советского запроса, в ходе переговоров стороны достигли консенсуса: ежемесячные поставки за девять месяцев с 1 октября 1941 по 30 июня 1942 года должны были составить 400 самолётов (100 бомбардировщиков и 300 истребителей), 500 танков, 10 000 грузовиков, 2 тыс. т алюминия, 1250 т толуола, 1 тыс. т танковой брони и ряд других материалов и механизмов военного назначения. 1 октября договорённость была закреплена в трёхстороннем протоколе.
СССР взамен обещал поставить союзникам материалы для военной промышленности. После окончания конференции лидер американского представительства Аверелл Гарриман от имени правительств США и Британии публично заявил, что от Советского Союза были получены масштабные поставки сырья, которые «значительно помогут производству вооружения в наших странах».
Несмотря на то, что СССР получил меньше, чем ожидал, Московская конференция внесла свою лепту в укрепление связей членов антигитлеровской коалиции.
По завершении конференции Гарриман и Эйткен сделали – отдельно от официального коммюнике по её итогам – совместное заявление, заключительный абзац которого гласил: «Завершая свою работу, делегаты конференции придерживаются твёрдого убеждения правительств трёх стран в том, что после окончательного уничтожения нацистской тирании будет установлен мир, который позволит всем народам жить в безопасности на своей территории, не зная страха или нужды».
Третьего октября представители США и Великобритании вылетели в Архангельск, откуда английский минный тральщик Harrier доставил их на борт английского тяжёлого крейсера London.
В своей речи от 6 ноября 1941 года, посвящённой 24-й годовщине Октябрьской революции, Сталин сказал следующее: «…трёхсторонняя конференция в Москве с участием г-на Бивербрука, представителя Великобритании, и г-на Гарримана, представителя Соединённых Штатов Америки, приняла решение о систематической помощи нашей стране танками и самолётами. Всем известно, что согласно этому решению мы уже начали получать танки и самолёты. А ещё до того Великобритания гарантировала поставки в нашу страну дефицитных материалов, таких как алюминий, свинец, олово, никель и каучук. Если добавить к этому факт того, что несколько дней назад Соединённые Штаты Америки решили предоставить Советскому Союзу заём в размере одного миллиарда долларов, то можно с уверенностью сказать, что коалиция Соединённых Штатов Америки, Великобритании и СССР стала реальностью [бурные аплодисменты], которая крепнет и будет крепнуть дальше ради нашего общего дела».

## Реакция в США
Оппозиция в конгрессе США пыталась предотвратить распространение ленд-лиза на СССР, однако предложение одного из конгрессменов запретить помощь СССР в кредит не нашло поддержки в палате представителей. 30 октября 1941 года Рузвельт сказал Сталину, что США в скором времени примут меры, которые дадут возможность реализовать поставки на сумму до 1 млрд долл. по закону о передаче вооружения взаймы или в аренду (ленд-лиз). До конца 1941 года СССР в рамках ленд-лиза получил сырья и оружия на 545 тыс. долл.
Американская общественность также была далеко не единодушна в своём отношении к оказании помощи Советскому Союзу. Пытаясь переубедить несогласных, Гарриман на личные средства купил рекламное время в передачах американской радиовещательной компании CBS и объяснял американцам целесообразность такой помощи с точки зрения разумного эгоизма. Однако скептицизм некоторой части населения США в этом вопросе сошёл на нет только после нападения Японии на Перл-Харбор. До 1943 года лишь небольшое число американцев были противниками оказания помощи СССР, хотя — согласно опросам общественного мнения — только 41 % американцев имели мнение, что Советскому Союзу можно будет доверять после окончания войны.

## Икра для Черчилля
Во время конференции произошёл курьёзный инцидент по поводу якобы имевшей место покупки для Черчилля икры на сумму в 25 фунтов стерлингов, информация о чём едва не просочилась в английскую печать, в том числе и в газету Daily Express, принадлежавшую самому Эйткену (лорду Бивербруку). Как выяснилось впоследствии, икра действительно была приобретена, но не на такую большую (по тем временам) сумму. Тем не менее, возникли опасения неблагоприятной реакции общественности на сам факт такого события во время нормированного снабжения населения Великобритании продовольствием.